# Podowinnoje
Podowinnoje (ros. Подовинное) – wieś (sieło) w Rosji, w obwodzie czelabińskim, w rejonie oktiabrskim. W 2010 liczyła 1369 mieszkańców.